# Inundaciones de Loreto de 2012
Las inundaciones de Loreto fueron un evento climático que afectó el departamento de Loreto, Perú durante enero de 2012 hasta abril de ese mismo año. Febrero y marzo fueron los meses más lluviosos a lo largo de la Amazonía Peruana. El área más afectada en Loreto fueron caseríos, pueblos y las costas de la capital del departamento, Iquitos. Fue la primera y la más fuerte serie de inundaciones de la historia de Loreto, precediendo a las inundaciones más ligeras ocurridas en 1986.
El clima húmedo en Loreto llevó intensos aguaceros y persistentes lloviznas, causando daños e inundaciones al departamento de Loreto desde noviembre de 2011. El clima lluvioso continuó hasta inicios de 2012, y aumentó el nivel de agua en el río Amazonas —extensa corriente de agua que alimenta la mayoría de los afluentes loretanos— hasta 117 m s. n. m. Desde febrero y marzo, varios pueblos fueron afectados (19,209 familias damnificadas y 18,400 afectadas), 26 mil hectáreas de cultivo fueron inundados y el nivel del agua alcanzó calles costeras de Iquitos. El 24 de abril de 2012, la creciente perdió intensidad, e inició la primera etapa de vaciante.
Los efectos del evento climático se intentaron mitigar con estrategias de seguridad, y la población de Loreto está recibiendo ayuda humanitaria nacional e internacional, incluyendo la Cruz Roja, organismos de salud de la Organización de las Naciones Unidas, ShelterBox y Unicef.

## Línea de tiempo

### Antecedentes e inicio
Antes que las lluvias provoquen el aumento de los ríos en Loreto en enero de 2012, un sutil clima lluvioso empezó en el departamento desde finales de septiembre de 2011. En enero de 2012, en varias ciudades del Perú, como Piura, Tumbes, Lambayeque, Cusco, entre otros, inicialmente fueron afectados por intensas lluvias.
Las lluvias fueron aumentando su fuerza, y se convirtieron en persistentes aguaceros, que se descargaban cada noche. El 7 de febrero de 2012, El Comercio dio el primer reporte sobre un inusual incremento del nivel de agua del río Amazonas. Más tarde, el 12 de marzo de 2012, el Servicio Nacional de Meteorología e Hidrología reportó que los ríos Huallaga (+133.68 m s. n. m.), Ucayali (+132.11 m s. n. m.), Marañón (+122.72 m s. n. m.) y Amazonas (+117.06 m s. n. m.) superaron los niveles de agua, y se declaró una alerta roja hidrológica.  Desde el 14 de febrero de 2012, se dio las primeras serias inundaciones, y desde entonces, se tomó medidas de emergencia para las familias afectadas.
El 21 de marzo de 2012, el Gobierno Regional de Loreto preparó un estado de emergencia en la región, cuando había 40,000 damnificados por las inundaciones. Sin embargo, el estado de emergencia fue finalmente declarado hasta el 30 de marzo de 2012, cuando la cantidad de damnificados aumentó hasta 100,000, un acción tardía que fue mal vista por la población. En la misma fecha, se reportó que el río Amazonas se encontraba a 1.94 metros de su nivel normal.
En Iquitos, los ríos Itaya y Nanay fueron los causantes de las inundaciones. Las zonas más afectadas fueron las comunidades rurales del distrito de Belén, el barrio y Bellavista-Nanay. También vías principales como la Prolongación Putumayo y la avenida La Marina fueron afectadas.

### Cercana alerta roja
| «La tendencia es que continúe creciendo. Hay una alerta de lluvias en toda la sierra sur y las aguas que se acumulen llegarán indirectamente al Amazonas. Es posible que el río crezca hasta la tercera semana de abril». — Marco Paredes, jefe regional de Senamhi |

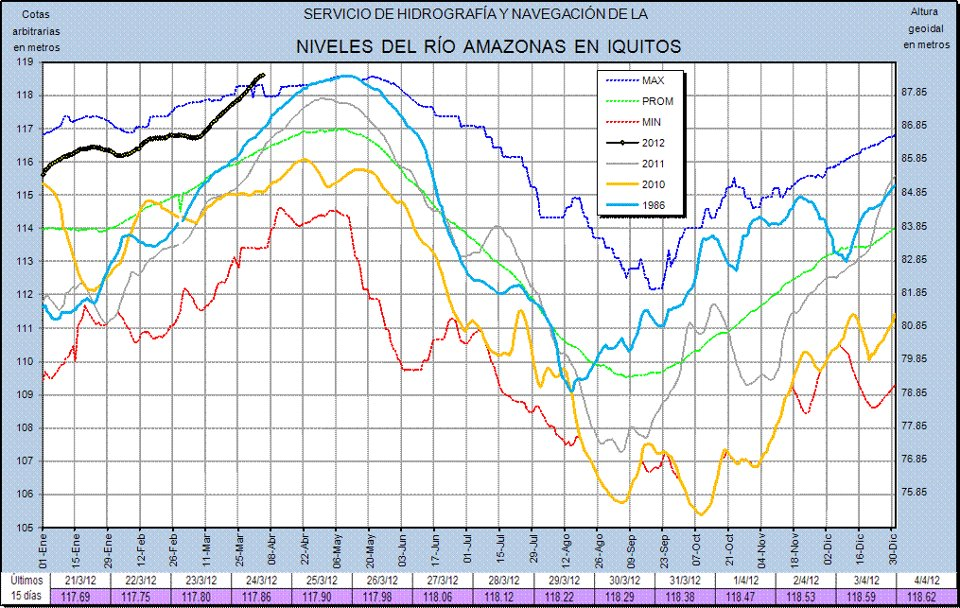
Gráfico sobres los niveles de río Amazonas en 1986 (celeste), 2010 (amarillo), 2011 (gris) y 2012 (negro). La línea negra, en referencia a las inundaciones actuales, ha sobrepasado su nivel histórico, superando la mayoría de los registrados en su máximo alcance (línea azul), y acercándose a los 119

Hasta la primera semana de abril, el nivel de agua creció 118.62 m s. n. m., superando la cota máxima de su anterior inundación ocurrido en 1986 (118.58 m s. n. m.), y aproximándose hacia un peligroso 119 metros. Debido a que el río Amazonas es alimentado por la región sureña de Arequipa —naciendo específicamente en las faldas del nevado Mismi—, y el cual es un gran absorbente de todas las aguas de las sierra —lugar actual donde las lluvias están cayendo con fuerza—, el río crece sin premeditación.  Marco Paredes, jefe regional de Senamhi, mencionó que las lluvias irregulares se había iniciado luego que el fenómeno La Niña de 2011 dejará efectos climáticos en la sierra.
Hasta el 10 de abril de 2012, el nivel del río llegó a 118.78 m s. n. m., y se espera que suba en los próximos días. El mismo día, a las 16:26 (UTC-5), el caudal del río Amazonas alcanzó rápidamente los 118.82 m s. n. m., y crecería 15 centímetros más por la presencia de gota fría, que incrementaría en la sierra sur y central. La gota fría se presentaría entre miércoles y sábado, y finalmente las aguas acumuladas llegarían a Loreto en cinco días. Senamhi pronostica que el nivel del río Amazonas llegaría a un 119.2 m s. n. m. de alerta roja. Paredes explicó que si logra alcanzar ese nivel, «las aguas del río Amazonas inundarían las calles de la ciudad de Iquitos y colapsaría el sistema de desagüe».
El 11 de abril de 2012, se registró que el río Marañón alcanzó los 124.30 m s. n. m., y el río Ucayali decreció a los 130.98 m s. n. m. El 18 de abril de 2012, el río Marañón alcanzó los 124.36 m s. n. m., y el río Huallaga tocó los 133.55 m s. n. m.
El 20 de abril de 2012, el río Amazonas alcanzó los 118.97 m s. n. m., y se prevé que llegue a los 119.2 m s. n. m.

### Merma
El 23 de abril, el río Amazonas disminuyó a 118.96 m s. n. m. (1 centímetro menos). El río Marañón bajó a 124.33 m s. n. m., (3 centímetros menos). El río Ucayali mostró 4 cm menos que la víspera, y en la zona de Requena está en 129,28, también cuatro centímetros menos. Ante el registro descendiente de las cotas, el presidente Regional de Loreto Iván Vásquez expresó «Quiera Dios que la medida de hoy sea el inicio de la vaciante del río Amazonas».
El 24 de abril, se anunció la merma de la creciente, y su entrada a la primera etapa hacia la vaciante.

## Daños
El evento climático dejó 200,000 damnificados hasta la fecha. También quedaron afectados 500 centros educativos y 50 centros de salud. Iquitos, y la mayoría de Loreto entraron en alerta hidrológica como Yurimaguas, Santa Cruz, Teniente César López Rojas y Lagunas, en la provincia de Alto Amazonas; así como Saquena, Alto Tapiche, Capelo, Puinahua, Jenaro Herrera y Emilio San Martín, en la provincia de Requena. También, las localidades de Parinari, Urarinas y Nauta, en la provincia de Loreto; y Padre Márquez, Contamana, Inahuaya, Pampa Hermosa y Vargas Guerra, en la provincia de Ucayali. Ante un alarmante y continuo crecimiento, la luz eléctrica fue cortada para prevenir cortocircuitos devastadores. También se reportó la aparición de extraños animales acuáticos. Más de 9 400 conexiones de agua fueron suspendidas por Sedaloreto en los sectores inundados de Iquitos, afectando a más de 45 mil personas que representan el 15.8% de los usuarios.
En Punchana, Iquitos, la inundación llegó al cementerio La Inmaculada, el cual pudo ocasionar contaminación del agua por los cadáveres. Debido a la cercanía, los vecinos pudieron contraer enfermedades. Aproximadamente 8,000 viviendas estuvieron inundadas por los continuos desbordes de los ríos Nanay e Itaya.
Las inundaciones dejaron a 50,000 escolares sin clases y 1.604 colegios afectados, y la Dirección Regional de Educación suspendió los días escolares por 30 días útiles. El daño ocasionó una gran controversia debido a la ubicación de los damnificados, y el uso de colegios intactos, aumentando la cifra con 8,000 alumnos sin clases.

## Riesgos de salud
A causa de la contaminación del agua, las inundaciones provocan preocupación en la salud de las zonas afectadas. La acumulación de agua sucia, la proliferación de zancudos y el frío son los principales efectos secundarios ocasionados por las inundaciones. Minsa reportó 2.502 casos de infección respiratoria aguda (IRA), 1.103 de diarrea y 523 de parasitosis.

## Fatalidades
Las inundaciones han dejado condiciones desfavorables para los pobladores y los socorristas, complicando su alcance con los damnificados, y las formas rápidas de reubicación. Además, el   El 17 de abril de 2012, el Instituto Nacional de Defensa Civil (Indeci) reportó tres primeros fallecimientos. La cuarta víctima murió ahogado luego de sufrir un repentino ataque de epilepsia, y cayera en las profundidades del río Itaya de un puente de madera. Aún con vida, la atención médica no llegó a tiempo provocando su muerte. La quinta víctima mortal fue un niño de 9 años por contraer leptospirosis.

## Reacción

### Mitigación y ayuda humanitaria
El 5 de abril de 2012, el Instituto Nacional de Defensa Civil (Indeci) envió bienes y soporte a Loreto. Desde los almacenes nacionales de la Indeci —ubicado en Bagua, Amazonas—, trasladaron 10,000 calaminas galvanizadas en transporte fluvial. También, desde Tarapoto, San Martín, se envió un lote importado de mosquiteros por vía fluvial. El presidente regional, Iván Vásquez Valera, instaló 40 albergues en Iquitos para alojar a los familias damnificadas.
El 6 de abril de 2012, el Presidente de Perú Ollanta Humala visitó Iquitos. Humala sobrevoló la ciudad en un helicóptero —junto al presidente regional Iván Vásquez Valera, el congresista de Loreto Víctor Isla y el Ministro de Salud Alberto Tejada— para examinar la seriedad de las inundaciones. Entregó 200 baños químicos para problemas de saneamiento, e indicó que el ministro de Salud, y de Vivienda, Construcción y Saneamiento permanecerían en Iquitos. En el momento, Humala expresó sobre la situación: «Es un tema que tenemos que resolver, es una emergencia y no vamos a abandonar a las poblaciones inundadas. Hay que plantear, en algunos casos, la reubicación de ciertos poblados, como Punchana». Mientras tanto, el Poder Ejecutivo del Perú declaró en estado de emergencia masivo en 14 distritos de Loreto y Moquegua por 60 días. Ese mismo día, el ministro de Salud Alberto Tejada ordenó el envío de baños portátiles, alimentos, medicinas y herramientas, solicitados por el Gobierno Regional de Loreto, para los distritos más afectados de Iquitos como Punchana y Belén.

Estamos evaluando acciones para problemas sanitarios, lo cual se podrá evitar no solo con los baños portátiles, sino también con labores de fumigación y abatización
Alberto Tejada, Ministro de Salud 

Un plan de reubicación de las comunidades fue puesto en planes, y el Centro de Operaciones de Emergencia Regional (COER) fue solicitada para controlar los problemas generados por las lluvias en Loreto.
El 9 de abril de 2010, se suspendieron las clases escolares en más de 1,000 centros escolares en Loreto, 36 de los cuales funcionan como albergues para los afectados por las inundaciones, y 32 centros de salud fueron reubicados. También, el Gobierno Regional de Loreto propuso reubicar a las familias a zonas ofrecidas por propietarios privados, en las salidas de Iquitos.
El 10 de abril de 2010, la provincia de Mariscal Ramón Castilla recibió 17 toneladas de fariña, arroz, aceite vegetal y conservas de anchoveta para alimentar a las localidades ubicadas en la fronteras entre Brasil y Colombia a 2,500 familias damnificadas. Julio Kahn Noriega, el alcalde de la provincia aclaró que la mayoría de las familias viven en extrema pobreza y «han perdido todo, desde cultivos de pan hasta sus animales», y que la creciente superó a la local del año 1999, donde la tercera parte de Caballococha se inundó. También, se construyó más de 4 kilómetros de puentes. El mismo día, llegaron a Iquitos representantes de la Organización Panamericana de la Salud y de la Organización Mundial de la Salud, Celso Bambarén y Sonia Tavares, respectivamente; Josué Vásquez, Elsa Úrsula y Faviola Quiroz de Emergencia de la Unicef, y un equipo de especialistas del Ministerio de Salud dirigido por Abel Aliaga, uniéndose en apoyo al Comité Regional de Defensa Civil de Loreto.  De acuerdo al programa, al visitar los lugares afectados por las inundaciones, el Estado Peruano enviaría un informe a las Organización de las Naciones Unidas para solicitar apoyo especializado.
El 17 de abril de 2012, una delegación de la Cruz Roja, compuesta por personal de Alemania, Estados Unidos y España, llegó a Loreto para brindar ayuda a los damnificados por las lluvias y las inundaciones. El director de gestión de la Cruz Roja Peruana, Pavel Ángeles, explicó que el personal se encargaría en «ayudar al trabajo en los albergues donde están alojados los damnificados; brindar atenciones médicas y, efectuar trabajos de saneamiento».
El 21 de abril de 2012, el Ministerio de Salud (Minsa) brindó 4,597 atenciones médicas a los damnificados en la ciudad de Iquitos, y sus distritos Belén, San Juan y Punchana. Desde Lima, se envió 37 profesionales, entre médicos y enfermeras, los cuales se suman a los 150 profesionales de la Dirección Regional de Salud, y cuatro epidemiólogos permanecen en la zona de la emergencia para vigilar casos de infección. La Oficina General de Defensa Nacional suministró apoyo en servicio técnico. Se instalaron 35 tanques de agua de 600 litros en los albergues, y se entregaron frascos de cloro a cada familia damnificada. El trabajo de salud está acompañado por folletos y anuncios televisivos sobre higiene y prevención de enfermedades.
El 22 de abril de 2012, LAN Perú entregó 2.5 toneladas de productos no perecibles y ropa. El apoyo llegó a Iquitos el 21 de abril, y luego fue embarcado para ser enviado a Yanashi para su distribución. Yanashi, ubicado aproximadamente a 200 km al noreste de Iquitos, está habitado por unas 300 personas, donde el acceso a la energía eléctrica y otras necesidades básicas es muy limitado. Su pesca y agricultura fue severamente dañada por las inundaciones, y carecen de alimento.
El 23 de abril de 2012, después que Sedaloreto suspendiera el abastecimiento de agua, proporcionó agua potable a través de cisternas y piletas. También colocó reactivos químicos para mermar la contaminación acumulada en zonas cerca a desagües.
El 24 de abril de 2012, la organización británica internacional ShelterBox llegaron a Iquitos desde Londres. Mark Curnow, Rachel Simkins, Steve Gabtree y Malcom Shead, representantes de ShelterBox, entregaron carpas, mosquiteros y utensilios de cocina.

#### Fumigaciones
La primera etapa de fumigaciones culminó el 9 de abril de 2012. Ante el posible incremento del Aedes aegypti y brotes de enfermedades como el dengue y malaria, la Dirección Regional de Salud realizó fumigaciones en 87,000 viviendas en la ciudad de Iquitos, y los distritos de Belén, San Juan Bautista y Punchana desde mediados de marzo. La segunda etapa está programada a iniciarse en los siguientes días en los albergues usados para alojar a los damnificados, y elaboraron un horario especial de chequeo para prevenir brotes de enfermedades.

## Complicaciones
La mitigación y el orden se enfrentó a ciertas complicaciones particulares. El 8 de abril de 2012, 500 efectivos de la División de Unidades Especiales de la Policía desalojaron a tres mil personas del Instituto Nacional de Innovación Agraria (INIA) que desde hace tres días invadieron el lugar. Inicialmente, el desalojo fue tranquilo, pero terminó en un peligroso enfrentamiento. La mayoría de las personas portaron palos, piedras y machetes. La gente explicó que eran familias damnificadas en busca de un lugar donde construir sus casas. Finalmente, la División recuperó el terreno, con seis heridos y diez personas capturadas.
El 22 de abril de 2012, una embarcación, llevando cuatro trabajadores de la Dirección Regional de Salud de Loreto, impactó con un árbol. El deslizador explotó, y provocó que la embarcación se hundiera, dejando al personal de salud en el naufragio del río Nanay, y con quemaduras (una de ellos ingirió abundante agua con combustible). Los trabajadores se dirigían Samito, Alto Nanay para realizar labores contra la malaria.

## Posible repercusiones epidémicas
Debido a que Loreto es una zona tropical y es un adecuado hábitat para la proliferación de los zancudos por la presencia de charcos y estanques posterior a la merma de las inundaciones, los pronósticos indican que aumentaría el riesgo de dengue y malaria.

### Brote de leptopirosis
Luego de la pérdida de un niño por leptopirosis, el Ministerio de Salud (MINSA) inició un programa de prevención ante un posible brote de la enfermedad. Ante la merma de la creciente el 25 de abril de 2005, las medidas de prevención iniciaron luego que las inundaciones aún dejará efectos en el aspecto sanitario de las zonas afectadas, el cual estaría contaminada por la presencia de orina de animal y la rata. Además, Minsa no descartó a la vaca, el cerdo y otros animales como portadores de la enfermedad.

## Programa de reubicación
El Presidente Regional de Loreto Ivan Vásquez anunció el programa Techo Digno para reubicar a los ciudadanos ubicados en zonas inundables para evitar otro desastre en los próximos años. El proyecto recibió buena acogida, y consistiría en la decisión de los pobladores de buscar zonas altas.

## Período posterior
Después de la merma de las inundaciones, el descenso del nivel de los ríos descubrió basura, lodo y suciedad —también la presencia de enfermedades como la leptopirosis. Un creciente atención de organizaciones extranjeras se centraron para solucionar el problema.
El 7 de junio de 2012, el Ministerio de Desarrollo Agrario y Riego del Perú (MIDAGRI) entregó semillas certificadas de arroz, maíz y frijol a provincias  (que incluye Ucayali, Requena, Alto Amazonas, Dátem del Marañón, Loreto, Maynas y Mariscal Ramón Castilla) donde se perdió un total 26,000 hectáreas de sembrío por las inundaciones.
El 4 de julio de 2012, Unicef, junto a Telefónica se unieron para realizar una campaña encargada en recaudar fondos para obtener equipos de aseo básico, micronutrientes y útiles escolares, a través de la ayuda humanitaria de los clientes de Movistar e infomerciales en la red de cable de la telefonía móvil.